# Hypericum scioanum
Hypericum scioanum är en johannesörtsväxtart som beskrevs av Emilio Chiovenda. Hypericum scioanum ingår i släktet johannesörter, och familjen johannesörtsväxter. Inga underarter finns listade i Catalogue of Life.